# Supercopa d'Espanya de bàsquet de 2011
La Supercopa espanyola de bàsquet 2011 es va disputar al Bizkaia Arena, a Bilbao. Els equips participants van ser:
- Bizkaia Bilbao Basket - equip organitzador
- FC Barcelona Regal - Campió de la Lliga ACB 2010/11 i la Copa del Rei 2010
- Caja Laboral Baskonia - Millor coeficient de la temporada 2010-11
- Reial Madrid - Participant en la Final Four de l'Eurolliga 2010-11

## Quadre resum
|  | Semifinals            | Semifinals         |    |  | Final        | Final |  |
|  |                       |                    |    |  |              |       |  |
|  | 30 de setembre        |                    |    |  |              |       |  |
|  | Bizkaia Bilbao Basket | 88                 |    |  |              |       |  |
|  | Caja Laboral          | 93                 |    |  |              |       |  |
|  |                       |                    |    |  |              |       |  |
|  |                       |                    |    |  | 1 d'octubre  |       |  |
|  |                       |                    |    |  | Caja Laboral | 73    |  |
|  |                       | Regal FC Barcelona | 82 |  |              |       |  |
|  |                       |                    |    |  |              |       |  |
|  |                       |                    |    |  |              |       |  |
|  |                       |                    |    |  |              |       |  |
|  | 30 de setembre        |                    |    |  |              |       |  |
|  | Regal FC Barcelona    | 74                 |    |  |              |       |  |
|  | Reial Madrid          | 70                 |    |  |              |       |  |

## Semifinals
| 30 de setembre del 2011, 19:30                                                           |                                           |                                                                                             |                                                    |
| Bizkaia Bilbao Basket · Pts. Marko Banic 16 · Reb. D'or Fischer 5 · Ass. Aaron Jackson 4 | 88-93 1Q 18-32 2Q 19-21 3Q 17-16 4Q 34-24 | Caja Laboral Baskonia · Pts. Brad Oleson 23 · Reb. Kevin Seraphin 5 · Ass. Thomas Huertel 6 | Bizkaia Arena, Bilbao Pérez Pizzarro Jiménez Conde |
|                                                                                          |                                           |                                                                                             | Bizkaia Arena, Bilbao Pérez Pizzarro Jiménez Conde |

| 30 de setembre del 2011, 21:30                                                                      |                                           |                                                                                    |                                                         |
| Regal FC Barcelona · Pts. Marcelinho Huertas 13 · Reb. Erazem Lorbek 7 · Ass. Joan Carles Navarro 2 | 74-70 1Q 21-13 2Q 14-20 3Q 17-25 4Q 22-12 | Reial Madrid · Pts. Pocius, Carroll 14 · Reb. Felipe Reyes 10 · Ass. Sergi Llull 4 | Bizkaia Arena, Bilbao Hierrezuelo García González Bultó |
| |                                           |                                                                                    | Bizkaia Arena, Bilbao Hierrezuelo García González Bultó |

## Final
| 1 d'octubre del 2011, 18:30                                                                            |                                           | |                                                   |
| Caja Laboral Baskonia · Pts. Mirza Teletovic 15 · Reb. Fernando San Emeterio 8 · Ass. Thomas Huertel 4 | 73-82 1Q 20-25 2Q 22-13 3Q 17-20 4Q 14-24 | Regal FC Barcelona · Pts. Joan Carles Navarro 24 · Reb. Boniface N'Dong 10 · Ass. Huertas, Navarro 3 | Bizkaia Arena, Bilbao Pérez Pizarro Conde Jiménez |
| |                                           | | Bizkaia Arena, Bilbao Pérez Pizarro Conde Jiménez |